# پروژه کالپاسار
پروژه کالپاسار یا پروژه توسعه خلیج خامبات، ساخت ۳۰ طول کیلومتر بر روی خلیج خامبات در هند برای ایجاد یک مخزن عظیم ساحلی آب شیرین برای آبیاری، آشامیدن و مصارف صنعتی. این پروژه با سد دریایی ۳۰ کیلومتری، ظرفیت ذخیره ۱۰ میلیارد متر مکعب آب شیرین، معادل ۲۵٪ از میانگین جریان آب باران سالانه گجرات، از رودخانه‌هایی مانند نارمادا، ماهی، دهدار، سابارماتی، لیمبدی-باگوو و دو رودخانه کوچک دیگر را خواهد داشت. همچنین یک جاده ارتباطی ۱۰ بانده بر روی سد ایجاد خواهد شد که فاصله بین سائوراشترا و جنوب گجرات را تا حد زیادی کاهش می‌دهد. این پروژه که بزرگ‌ترین دریاچه آب شیرین جهان را در محیط دریایی ایجاد خواهد کرد، بدون احتساب هزینه نیروگاه جزر و مدی، ۹۰ هزار کرور روپیه یا ۱۲٫۷۵ میلیارد دلار آمریکا (تخمین‌های ۲۰۱۵–۲۰۱۶ با تورم سالانه ۸ درصد) هزینه خواهد داشت. این پروژه شامل ساخت «سد کالپاسار» اصلی در خلیج خامبات و یک سد دیگر بهادبوت بر روی رودخانه نارمادا و همچنین کانالی است که این دو را به هم متصل می‌کند.
هزینه‌ها به‌طور جدی از سال ۲۰۰۴ آغاز شد، و تا سال ۲۰۱۸، ۲۵۰ کرور روپیه برای مطالعات و بررسی‌های مختلف امکان‌سنجی هزینه شده است. تا ژوئیه ۲۰۱۹، ۲۵ مورد از ۴۳ مطالعه امکان‌سنجی برای تأثیرات اکولوژیکی، زیست‌محیطی، اجتماعی و مالی و غیره تکمیل شده بود؛ ۸ مورد دیگر در حال انجام بود؛ ۱۰ بررسی باقی‌مانده ۳ تا ۵ سال طول خواهد کشید تا تکمیل شود، یعنی تا سال‌های ۲۰۲۱–۲۰۲۳. قرار بود گزارش تفصیلی پروژه (DPR) تا پایان سال ۲۰۱۸ تکمیل شود اگر این پروژه عملی شود، حداقل ۲۰ سال (تا سال‌های ۲۰۳۵–۲۰۳۸) طول خواهد کشید تا تکمیل شود، از جمله ۳ تا ۵ سال مطالعات امکان‌سنجی قبل از ساخت که در حال حاضر در حال انجام است، و ۱۲ تا ۱۵ سال ساخت و ساز پس از آن که هنوز آغاز نشده است. تا سال ۲۰۱۸، هیچ مجوز زیست‌محیطی یا مجوز دیگری برای سد کالپاسار اخذ نشده است. در همین حال، ساخت سد بهادبوت، که بخش کوچکتری از پروژه است، در سال ۲۰۲۰ آغاز شد.
سالانه بیش از ۳۰٬۰۰۰ میلیون متر مکعب آب تنها از رودخانه نارمادا به دلیل کمبود ظرفیت ذخیره‌سازی و سدها به دریا می‌ریزد، بنابراین کارشناسان خواستار بررسی سیاست آب گجرات برای تسریع پروژه کالپاسار شده‌اند. پروژه‌های مشابه کمی برای مهار آب‌های سیلاب مازاد رودخانه‌های هند در دست اجرا هستند.

## پیشینه

### ریشه‌شناسی
کالپاسار به معنای دریاچه ای است که تمام آرزوها را برآورده می‌کند. ساختار این کلمه شبیه به، اسطوره‌شناسی هندو است - درخت آرزو.

### تاریخچه
خلیج خامبات در سال ۱۹۷۵ توسط آقای اریک ویلسون، کارشناس برنامه توسعه سازمان ملل متحد، به عنوان مکانی امیدوارکننده برای تولید برق از جزر و مد شناسایی شد. سپس به دولت‌های متوالی، جزئیات امکان‌سنجی پروژه‌ای که به درستی توسط دکتر آنیل کین، مبتکر آن، پروژه کالپاسار نامگذاری شده بود، ارائه شد. او این پروژه را در دهه ۸۰ به عنوان یک پروژه عملی، مفهوم‌سازی کرده بود. در سال‌های ۱۹۸۸–۱۹۸۹، یک گزارش شناسایی برای سدی که بر فراز خلیج خامبات قرار دارد، تهیه شد. این گزارش نتیجه گرفت که با فرض شرایط مناسب پایه، بستن خلیج فارس از نظر فنی امکان‌پذیر است. مطالعات هنوز ادامه دارد و طول سد پیشنهادی کاهش یافته و مؤلفه نیروی جزر و مد حذف شده است. هزینه پروژه تا سال ۲۰۲۲، ۸۵۰۰۰ کرور ₹ تخمین زده شده است. گزارش شده است که در صورت امکان‌پذیر بودن و تأیید، تکمیل این پروژه ممکن است ۲۰ سال طول بکشد.

## جزئیات پروژه

### اهداف
هدف کالپاسار ایجاد یک مخزن ساحلی آب شیرین در خلیج خامبات با ساخت سدی است که کرانه شرقی و غربی خلیج را به هم متصل می‌کند. در این مخزن، رواناب رودخانه‌های سابارماتی، ماهی، دهدار و نارمادا به همراه آب رودخانه‌های سائوراشترا که به خلیج خامبات می‌ریزند، ذخیره خواهد شد. قرار است از آب‌های ذخیره شده برای آبیاری، نیازهای آب خانگی و صنعتی در منطقه سائوراشترا استفاده شود. کالپاسار به عنوان راه حل آشکار برای حل مشکلات تهدیدکننده آب آشامیدنی و آبیاری در سائوراشترا، چه در کوتاه مدت و چه در بلندمدت، در نظر گرفته می‌شود.
پس از بسته شدن خلیج، سطح آب درون مخزن را می‌توان کنترل کرد در حالی که نوسانات جزر و مدی در خارج از مخزن ادامه دارد و از این رو، می‌توان از آن برای تولید انرژی جزر و مدی استفاده کرد.
علاوه بر ذخیره آب شیرین و تولید برق از جزر و مد، کالپاسار همچنین احیای زمین، بهبود حمل و نقل و توسعه شیلات را هدف قرار داده است. مطابق با این پروژه، یک مخزن عظیم آب شیرین در سمت بالادست سد با جمع‌آوری آب‌های مازاد رودخانه‌های متعدد ساخته خواهد شد.
این پروژه، چهار مشکل حیاتی ایالت گجرات، یعنی آب، برق، حمل و نقل جاده‌ای-ریلی و توسعه بنادر را حل خواهد کرد.

### دامنه و هزینه

#### طرح و محدوده اصلی رها شده

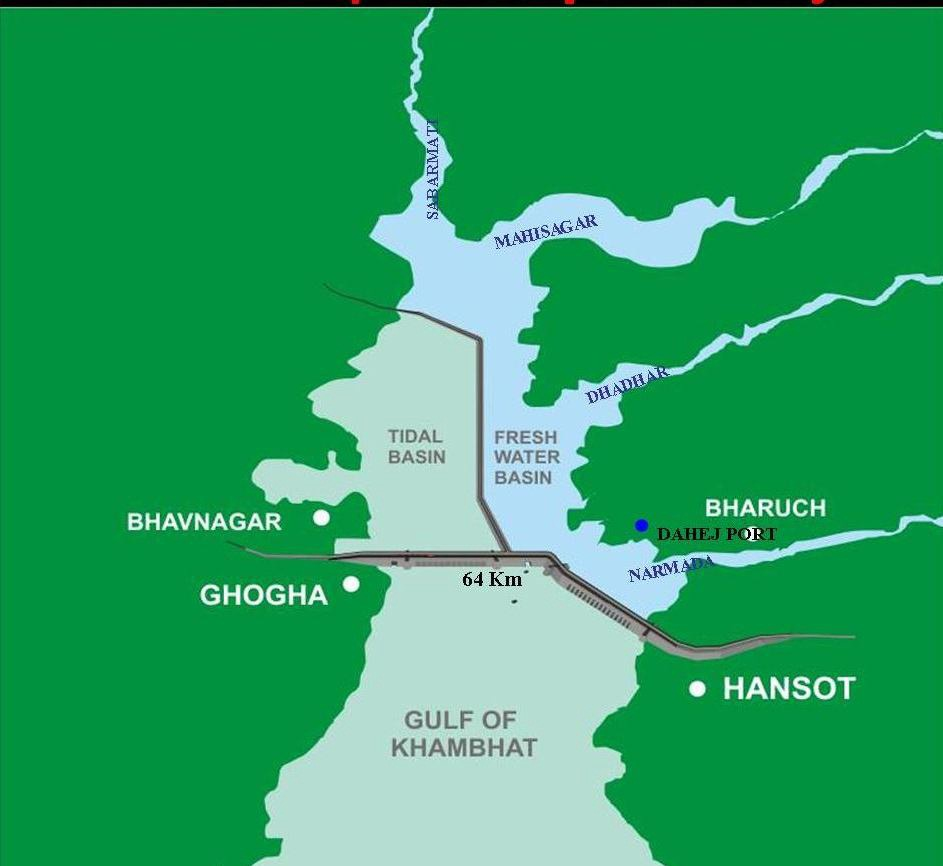
نقشه محدوده پیشنهادی قدیمی با سد و نیروگاه جزر و مدی بزرگتر کالپاسار به طول ۶۴ کیلومتر، دیگر معتبر نیست.

طرح اولیه، یک سد بزرگتر به همراه یک نیروگاه جزر و مدی را در نظر گرفته بود.
در بیانیه‌ای از سوی دولت ایالتی آمده است که این پروژه ۵۵۰۰۰ کرور روپیه‌ای (۱۱٫۷ میلیارد دلاری) که قرار است تا سال ۲۰۲۰ تکمیل شود، دارای یک مخزن عظیم آب شیرین با ظرفیت ذخیره ناخالص ۱۶۷۹۱ میلیون متر مکعب آب خواهد بود. سدی به طول یک کیلومتر بر روی خلیج خامبات که غوغا در باونگر را به هانسوت در منطقه بهاروچ متصل می‌کند و فاصله بین این دو را ۲۲۵ کیلومتر کاهش می‌دهد. کیلومتر. این نیروگاه دارای یک نیروگاه تولید برق از جزر و مد با ظرفیت نصب شده ۵۸۸۰ مگاوات خواهد بود. تخمین دیگری توسط دولت در اکتبر ۲۰۱۰ ارائه شد که بیان می‌کرد سد پیشنهادی درست در شمال باونگر در غرب تا آلاندار در داهج در شرق ساخته خواهد شد. در سال ۲۰۱۷، طرح اصلاح‌شده پروژه، اندازه دریاچه را به جای طرح اولیه سد ۶۴ کیلومتری، با تنها ۳۰ کیلومتر سد دریایی کاهش داد.

#### محدوده فعلی اصلاح و کاهش یافته است

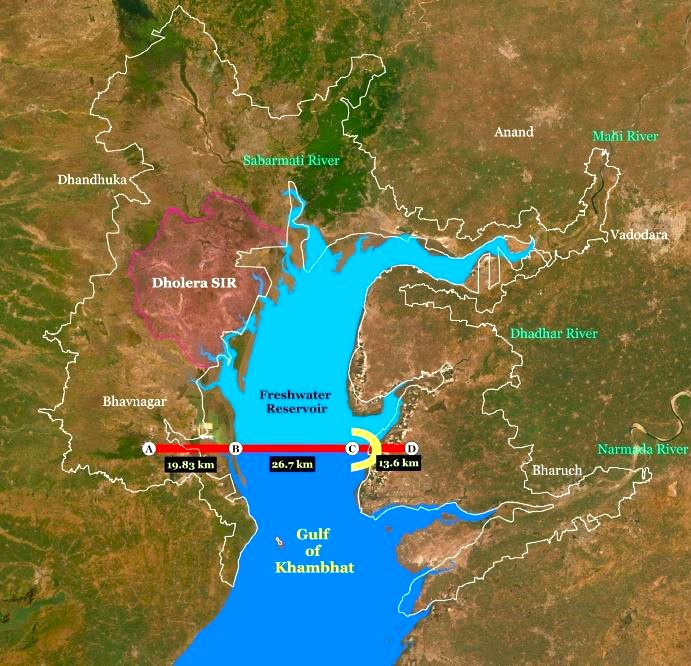
نقشه طرح جدید و اصلاح شده پیشنهادی کالپاسار

در سال ۲۰۱۷، دامنه و اندازه پروژه سد کاهش یافت و به جای یک سد طولانی‌تر کالپاسار در امتداد خلیج [نامشخص]، اکنون یک سد کوتاه‌تر کالپاسار در امتداد خلیج خامبات به همراه یک سد دیگر بهادبوت بر روی رودخانه نارمادا و کانالی که این دو را به هم متصل می‌کند، در نظر گرفته شده است. پروژه انرژی جزر و مدی از محدوده بررسی حذف شده است، که می‌تواند به عنوان یک پروژه جداگانه در نظر گرفته شود.

### مسائل
رودخانه نارمادا یکی از ۱۱۱ آبراه هند است که حمل و نقل آبی در هند را تسهیل می‌کند. طراحی فعلی سد بهادوت توسط دولت گجرات فقط به کشتی‌های کلاس III با ظرفیت کمتر اجازه عبور می‌دهد، در حالی که طبق اطلاعیه وزارت حمل و نقل آب اتحادیه، کشتی‌های کلاس IV با ظرفیت بالاتر پیش‌بینی شده‌اند، در نتیجه دولت اتحادیه از دولت گجرات خواسته است تا طراحی سد و آب‌بندها را ارتقا دهد تا ناوبری کشتی‌های بزرگتر کلاس IV تسهیل شود.
مسائل زیست‌محیطی و اکولوژیکی دیگری نیز وجود دارد که باید به عنوان بخشی از مطالعات امکان‌سنجی مختلف در حال انجام، مورد بررسی قرار گیرند.

### وضعیت فعلی
مرحله برنامه‌ریزی
- ۱۹۷۵–۲۰۰۴ انتظار بی‌پایان به دلیل برنامه‌ریزی ضعیف و سرعت پایین اجرا: این پروژه که در سال ۱۹۷۵ طرح آن ریخته شد، در سال‌های ۱۹۸۸–۱۹۸۹ شناسایی شد و انتظار می‌رود ساخت آن در سال ۲۰۱۲ آغاز شود، پروژه‌ای با تأخیر بسیار است.[۱۲][۱۷]

مرحله بررسی‌های امکان‌سنجی
- ۲۰۰۴ - هزینه کردن برای بررسی‌های امکان‌سنجی آغاز شد: اما کار به دلیل سوالاتی در مورد امکان‌سنجی به تعویق افتاد.[۷]
- ۲۰۱۴–۱۷ - بررسی‌های مداوم: کل منطقه خلیج خامبات تحت نظارت مؤسسه ملی فناوری اقیانوس (NIOT، چنای) تحت عملیات عمق‌سنجی و بررسی زمینی برای تعیین سطح بستر دریا قرار داشت.[۱۸][۱۹]
- ۲۰۱۹–۲۵ بررسی از ۴۳ بررسی تکمیل شده، ۸ بررسی در حال انجام، ۱۰ بررسی هنوز آغاز نشده است: تا ژوئیه ۲۰۱۹، ۲۵ مورد از ۴۳ مطالعه امکان‌سنجی برای تأثیرات اکولوژیکی، زیست‌محیطی، اجتماعی و مالی و غیره تکمیل شده بود؛ ۸ مورد دیگر در حال انجام بود؛ تکمیل ۱۰ بررسی باقی‌مانده ۳ تا ۵ سال طول خواهد کشید، یعنی تا سال‌های ۲۰۲۱–۲۰۲۳.[۲۰][۵] قرار بود گزارش تفصیلی پروژه (DPR) تا پایان سال ۲۰۱۸ تکمیل شود[۸]

مرحله ساخت و ساز
- مناقصه‌های مربوط به «سد بهادوت» تا دسامبر ۲۰۱۹ منتشر خواهد شد و ساخت آن در سال ۲۰۲۰ آغاز خواهد شد. ساخت سد اصلی «کالپاسار» ۱۲ تا ۱۵ سال طول خواهد کشید و ساخت آن تنها پس از سال‌های ۲۰۲۱ تا ۲۰۲۳ آغاز خواهد شد.

## سایر پروژه‌های آب‌رسانی در منطقه
در دسامبر ۲۰۱۹، ویجی‌بای روپانی، سروزیر ایالت، سنگ بنای کارخانه نمک‌زدایی آب ۱۰۰ میلیون مترمکعبی را در داهج گذاشت - که تا سال ۲۰۲۲ عملیاتی خواهد شد - و ۸ کارخانه نمک‌زدایی دیگر نیز در گجرات برای تأمین نیازهای آبی صنعت ایالت ساخته خواهد شد.